# Agroathelia rolfsii

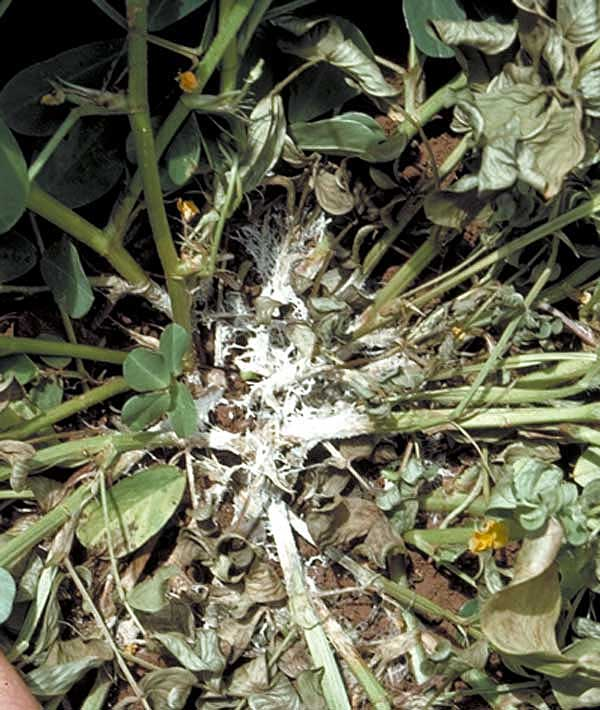
Grzybnia na porażonej roślinie

Agroathelia rolfsii (Sacc.) Redhead & Mullineux – gatunek grzybów z rodziny Amylocorticiaceae.

## Systematyka i nazewnictwo
Pozycja w klasyfikacji według Index Fungorum: Amylocorticium, Amylocorticiaceae, Amylocorticiales, Agaricomycetidae, Agaricomycetes, Agaricomycotina, Basidiomycota, Fungi.
Po raz pierwszy opisał go w 1911 r. Pier Andrea Saccardo, nadając mu nazwę Sclerotium rolfsii. Potem zaliczany był do różnych rodzajów. W 2023 r. Redhead i Mullineux przenieśli go do nowo utworzonego rodzaju Agroathelia. Pozostałe synonimy:
- Botryobasidium rolfsii (Sacc.) Venkatar. 1950
- Corticium rolfsii (Sacc.) Curzi 1932
- Pellicularia rolfsii (Sacc.) E. West 1947
- Sclerotium rolfsii Sacc. 1911

## Morfologia
Kolonie na białym agarze ziemniaczano-dekstrozowym zwykle z wieloma wąskimi pasmami grzybni w grzybni powietrznej. Komórki pierwotnych strzępek na przedniej krawędzi kolonii zwykle o szerokości 4,5–9 µm i długości do 350 µm, z jednym lub większą liczbą sprzążek przy przegrodzie. Strzępki wtórne powstają bezpośrednio pod dystalną przegrodą komórkową i często rosną przyciśnięte do strzępek pierwotnych. Strzępki trzeciorzędowe i kolejne są wąskie (szerokość 1,5–2 µm), mają stosunkowo krótkie komórki i szeroki kąt rozgałęzienia nie związany ściśle z przegrodą i zwykle nie mają sprzążek. Sklerocja tworzą się na powierzchni kolonii, przeważnie są kuliste, nieznacznie spłaszczone w dolnej części, przeważnie o średnicy 1–2 mm w stanie świeżym, lekko kurczące się po wyschnięciu, z gładką lub płytko wgłębioną błyszczącą powierzchnią. Ich ściana jest równomiernej grubości i lekko wybarwiona. Kora i rdzeń sklerocjów zawierają pęcherzyki z materiałem zapasowym, komórki skórne nie. Hymenium na podłożu agarowym o barwie od białej do ochrowej, podkładki rzadkie lub skupione w nieregularnych masach. Owocniki gęste, tworzące skorupiastą warstwę na hymenium. Podstawki maczugowate. Bazydiospory gładkie, szkliste, kuliste, grubościenne, 4,5–6,5 × 3,5–4,5 µm (według innych danych od 2–5,5 × 1,5–3,5 do 19–57 × 4,5–7,5 dla podstawek, 1,5–2,5 × 1–1,5 do 6–12,5 × 3,5–8 dla bazydiospor i są częściowo zależne od użytego podłoża). Na roślinach żywicielskich biała grzybnia rozwija się na organach w pobliżu powierzchni gleby. Appressoria rozwijają się w postaci nabrzmiałych komórek na końcówek krótkich strzępek rostkowych. Sklerocja często rozwija się dopiero po śmierci rośliny. Zaobserwowano rozwój hymenium na liściach.

## Występowanie i siedlisko
Agroathelia rolfsii rozpowszechniony jest w wilgotnych tropikalnych i ciepłych obszarach o klimacie umiarkowanym. Występuje na większości obszaru Afryki i południowej Azji, w Australazji, w Europie od Hiszpanii i Włoch przez Europę Środkową do południowej Szwecji, w Ameryce Północnej (szczególnie w południowych Stanach Zjednoczonych), w Ameryce Środkowej oraz na znacznej części Ameryki Południowej.
Polifag o bardzo dużym zakresie żywicieli. W USA opisano ponad 500 gatunków roślin, na których występuje. Gatunek o dużym znaczeniu gospodarczym, wywołuje bowiem grzybowe choroby roślin u licznych gatunków roślin uprawnych. Wśród roślin uprawnych w Polsce powoduje choroby: zgnilizna jabłek „rybie oko”, biała zgnilizna (biała zgnilizna irysa, biała zgnilizna tulipana, biała zgnilizna konwalii, biała zgnilizna eustomy, biała zgnilizna storczyków, biała zgnilizna draceny, kordyliny, biała zgnilizna fikusa, biała zgnilizna stefanotisa, biała zgnilizna juki).

## Rozwój
Grzyb zimuje w postaci sklerocjów i grzybni w zainfekowanych roślinach i resztkach roślinnych, a czasami jako rozwijające się warstwy hymenium. Większość sklerocjów powstaje na powierzchni gleby lub w jej pobliżu i dłużej przeżywa w dobrze odwodnionej glebie.Wiosną następuje wznowienie wzrostu strzępek w zainfekowanych tkankach oraz kiełkowanie sklerocjów. Gdy strzępki zetkną się z podatnymi tkankami łodygi, korzenia, cebuli, owoców lub liści, następuje bezpośrednia penetracja, ale rany ułatwiają zakażenie. Strzępki mogą rozwijać się wewnątrzkomórkowo lub międzykomórkowo. Grzyb wytwarza kwas szczawiowy, poligalakturonazę i celulazę, które powodują śmierć komórek. W ciągu 2–4 dni po zakażeniu objawy miękkiej zgnilizny zwykle stają się widoczne. Choroba rozprzestrzenia się, gdy strzępki kontaktują się z nowymi zdrowymi, podatnymi tkankami, gdy w sezonie wegetacyjnym panują ciepłe lub gorące temperatury i wilgotne warunki. Wytwarzane bazydiospory powodują infekcje wtórne. Gdy bazydiospory zetkną się z powierzchnią rośliny, zarodniki pęcznieją i wytwarzają 1-3 strzępki rostkowe. Każda strzępka kiełkowa może wytwarzać appressoria, z których wytwarza się strzępka infekcyjna.

## Sposób rozprzestrzeniania
Saprotrof żyjący w powierzchniowych warstwach gleby i pasożyt fakultatywny roślin. Utrzymuje się na ich resztkach pożniwnych oraz na wielu gatunkach chwastów. Jego sklerocja są rozprzestrzeniane w glebie podczas prac pielęgnacyjnych, a także przez wodę i wiatr. Część sklerocjów przechodzi nieuszkodzona przez układ pokarmowy owiec i bydła i rozprzestrzenia się wraz z ich odchodami. Sklerocja występują jako zanieczyszczenia w nasionach oraz w wegetatywnym materiale rozmnożeniowym i wraz z nimi patogen również może infekować rośliny.
Znany jest głównie w postaci anamorfy (dawniej opisywanej jako odrębny gatunek Sclerotium rolfsii). Teleomorfa spotykana jest rzadko i prawdopodobnie nie ma pierwszorzędnego znaczenia w rozprzestrzenianiu gatunku.